# Ливия дела Ровере
Ливия дела Ровере (на италиански: Livia della Rovere; * 16 декември 1585, Пезаро, Херцогство Ферара; † 6 юли 1641, Кастелеоне ди Суаза, Папска държава) от рода Дела Ровере, господарка на Рока Контрада, Кориналдо, Градара и Сан Лоренцо ин Кампо и чрез брак – последната херцогиня на Урбино (1599 – 1631).

## Произход
Тя е най-голямата дъщеря на Иполито дела Ровере (* 1554, † 1620), маркиз на Сан Лоренцо ин Кампо, и на съпругата му Изабела Вители, маркиза на Аматриче. Внучка е по бащина линия на кардинал Джулио дела Ровере, брат на Гуидобалдо II дела Ровере, херцог на Урбино, и на неизвестна жена, а по майчина – на Якопо Вители, маркиз на Аматриче, и на Ливия Орсини от херцозите на Гравина. Има един брат и четири сестри:
- Елизабета († малка)
- Ливия (* 1597), монахиня в манастира на Сестрите от Корпус Кристи в Пезаро
- Лукреция (* 1589, † 1652), съпруга на Марко Ланте, родоначалничка на клона Ланте Монтефелтро дела Ровере
- Елеонора, монахиня в манастира на Сестрите от Корпус Кристи в Пезаро
- Джулио († 1636), съпруг на Катерина Чези ди Акуаспарта

Има и един полубрат от извънбрачна връзка на баща й.

## Биография
След смъртта на майка й през 1598 г. баща й я поверява заедно със сестрите ѝ на грижите на бенедиктинските монахини от манастира „Санта Мария Магдалена“ в Пезаро. Ливия остава там до 1599 г., когато е избрана за съпруга на братовчед ѝ – херцога на Урбино Франческо Мария II дела Ровере. Ако мъжката линия на херцозите на Урбино от династията Дела Ровере изчезне, техните владения ще трябва да се върнат към Папската област. Първият брак на Франческо Мария II е бездетен, така че на 26 април 1599 г. 50-годишният херцог се жени за 13-годишната Ливия. Скромната церемония се провежда в църквата в Кастелдуранте, веднага след като е получено разрешение от папа Климент VIII за брак между близки роднини. 
Херцогът не обича жена си; той се нуждае от нея само за му роди наследник. Връзката им е засегната както от значителната възрастова разлика, така и от неравностойния им произход. Франческо Мария II избира Ливия по настояване на майка си, вдовстващата херцогиня Витория Фарнезе. Положението на Ливия се влошава след смъртта на свекърва ѝ през 1602 г. и поради конфликта между съпруга ѝ и баща ѝ, което принуждава последния да напусне двора.
През ноември 1604 г. Ливия забременява. През януари 1605 г. бременността ѝ е официално обявена. В дена на свети Убалд, покровител на Дом Дела Ровере – 16 май 1605 г., тя ражда син в Пезаро. Това е престолонаследникът Федерико Убалдо дела Ровере. На 21 юни същата година херцогинята и новороденото пристигат при херцога в Лорето, а на 29 юни се състои церемониалното им влизане в Урбино. 
Появата на дългоочаквания наследник обаче не подобрява отношението на херцога към съпругата му. Франческо Мария II взема детето от майката и го предава на дойки, след това са заменени от учителки. Фактически заключена от съпруга си в двореца в Кастелдуранте, Ливия се тревожи за възпитанието на сина им. Още на 10-годишна възраст престолонаследникът започва да проявява признаци на разврат с придворните дами, на което баща му не обръща внимание. Франческо Мария II се ограничава до инструкции, които според него ще бъдат полезни на сина му по време на независимото му царуване.
Положението на Ливия се подобрява през 1621 г., след като синът ѝ се жени за Клавдия де Медичи, с която има добри отношения. Ливия присъства на баловете в двора на престолонаследника и принцесата в Урбино, организирани от снаха ѝ. Тя не крие радостта, която изпитва, слушайки музика и гледайки представленията. Наслаждава се на социални разговори. Скоро започват да се разпространяват слухове за прекомерната ѝ жизнерадост. Мъжът й е уведомен за това и ѝ забранява да посещава двора на сина им и снаха им, като ѝ нарежда да се върне в Кастелдуранте.
На 7 февруари 1622 г. на Ливия се ражда внучка – Витория дела Ровере. През февруари 1622 г. Ливия се опитва да подобри отношенията между съпруга и сина си, които се се влошили поради безразсъдното поведение на престолонаследника. Тя успява да договори помирение и среща между тях, но на 29 юни 1623 г. 18-годишният ѝ син умира неочаквано, вероятно отровен. Внезапната смърт на престолонаследника почти подлудява майка му. През октомври същата година овдовялата ѝ снаха, заедно с внучка ѝ, се завръща в родната Флоренция и Ливия остава сама. След смъртта на сина си и без това трудното положение на херцогинята в двора се влошава значително. 70-годишният Франческо Мария II се връща в спалнята ѝ, за да я накара да зачене друг мъжки наследник, но не успява. Безплодните му усилия да се бори с импотентността довеждат до обвинения срещу херцогинята. Херцогът излива яростта си, като я набива. В завещанието си той ѝ отнема феодалното владение, което преди това ѝ е дал, и я лишава от издръжката ѝ. Ливия понася тормоза с голямо търпение. За да се защити по някакъв начин, през 1628 г. тя започва да шпионира за Светия престол и да докладва за ситуацията в двора на съпруга си.
 

На 28 април 1631 г. Ливия овдовява. Франческо Мария II не оставя мъжки наследник и през май същата година владенията на Дом Дела Ровере са върнати на Папската държава. Заради усърдната ѝ служба към Светия престол папа Урбан VIII обещава да се погрижи за положението ѝ. На Ливия е отказано владението над Пезаро и Йези, а самата тя се отказва от владението над Тоди. След това се опитва да получи владението над Фабриано и Мателика, но получава синьорите на Рока Контрада и Кориналдо, а по-късно и Сан Лоренцо ин Кампо и Градара. Резиденцията на Ливия става семейната вила в Кастелеоне, преди това собственост на баща ѝ.
Светият престол й забранява да общува с брат й, кардинал Джулио дела Ровере, който умира през 1636 г. Не ѝ е позволено и да се присъедини към внучка й Витория във Флоренция, въпреки добрите ѝ отношения с династията Медичи и многократните покани в двора на великия херцог на Тоскана. Ливия е в постоянна кореспонденция с Витория. Накрая, през юли 1637 г., тя получава разрешение да отиде във Флоренция за сватбата на внучка ѝ, която е наследила цялото движимо имущество на династията Дела Ровере. Витория се омъжва за братовчед си, великия херцог Фердинандо II де Медичи.
Ливия е притежателка на огромно количество художествени произведения и богатства, натрупани през златните години на херцогството. Поради факта, че обявява внучката си Витория дела Ровере за единствена своя наследница, повечето от художествените ценности на Дела Ровере по-късно са изнесени от Урбино (например двойният портрет на херцозите на Урбино, Федерико да Монтефелтро и Батиста Сфорца от Пиеро дела Франческа), за да бъдат прехвърлени в колекциите на Медичите във Флоренция или в папските дворци в Рим.
Ливия дела Ровере прекарва последните си години сама във вила в Кастеллеоне, където умира на 6 юли 1641 г. на 55 г. Според последното ѝ завещание е погребана в църквата на манастира „Корпус Кристи“ в Пезаро, където едната от сестрите ѝ е игуменка, а другата – монахиня.

## Брак и потомство
∞ 26 април 1599 в Кастелдуранте за братовчед си Франческо Мария II дела Ровере (* 20 февруари 1549, Пезаро; † 23 април 1631, Урбания), херцог на Урбино, син на херцог Гуидобалдо II дела Ровере, oт когото има един син:
- Федерико Убалдо дела Ровере (* 16 май 1605, Пезаро; † 28 юни 1623, Урбино), ∞ 1621 за Клавдия де Медичи (* 1604, † 1648), от която има 1 дъщеря.